# Heideckerei

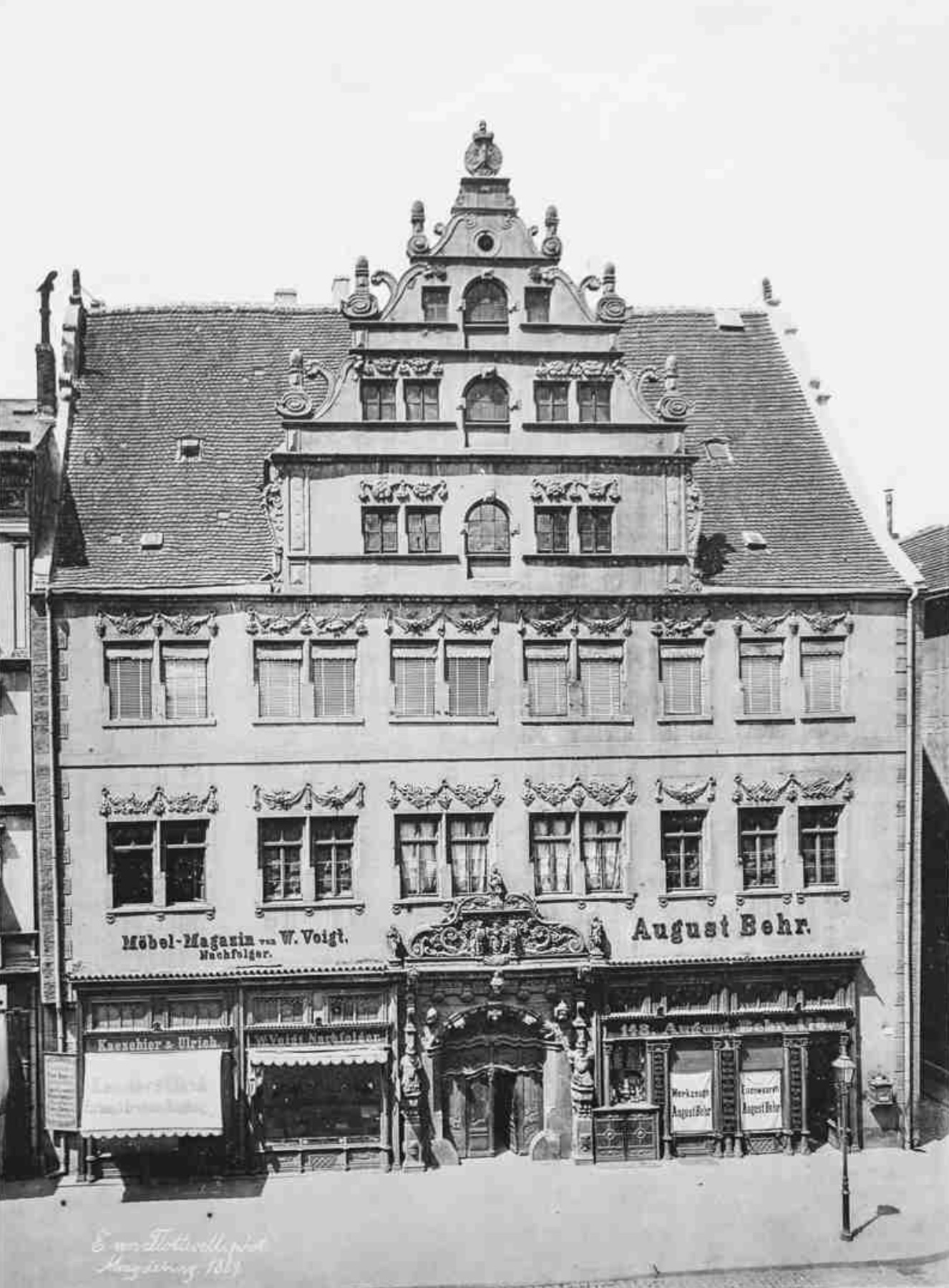
Heideckerei, 1889

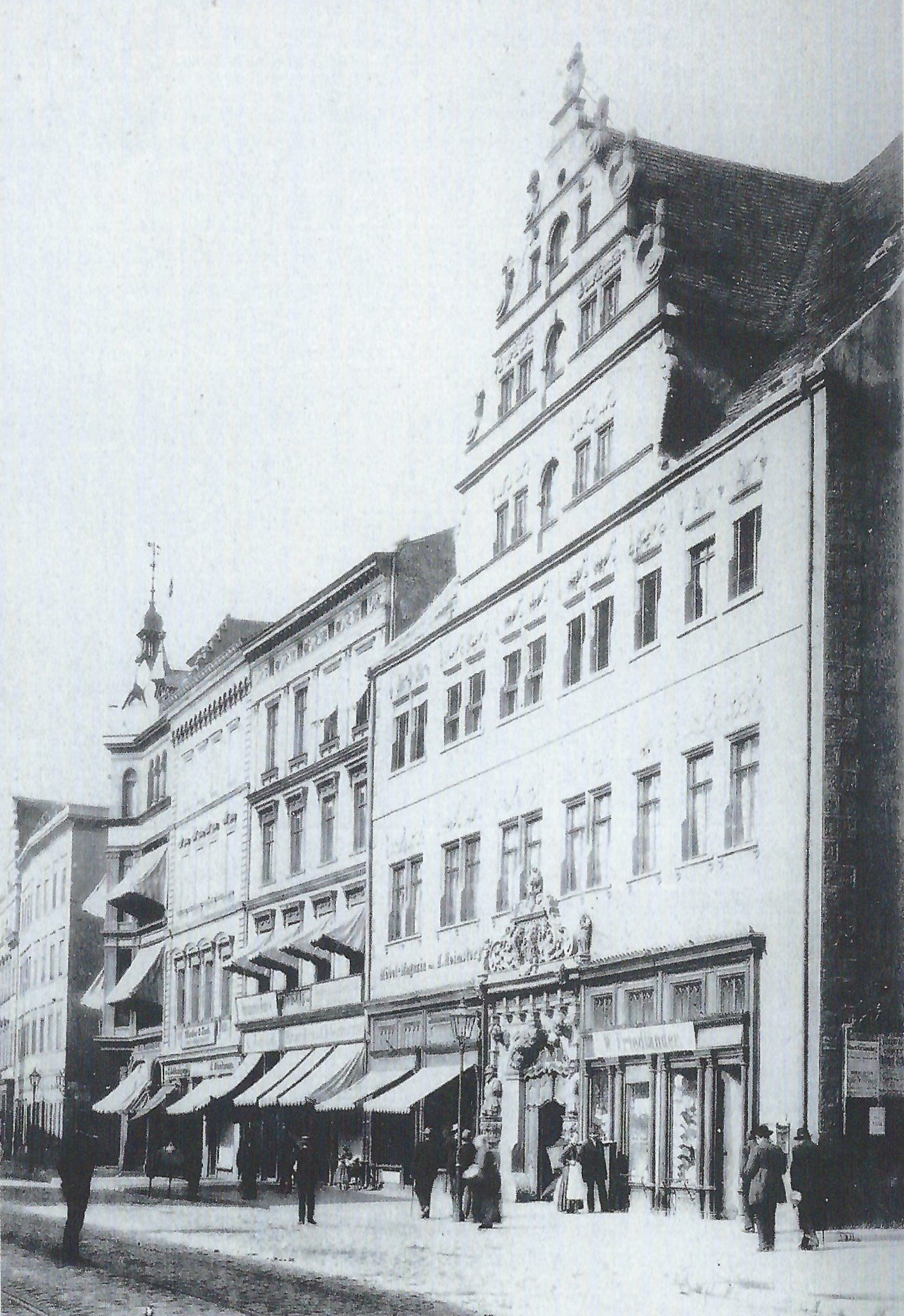
Blick von Nordosten, Anfang der 1890er Jahre

Die Heideckerei, auch als Heydeckerei oder Zum Tempel bezeichnet, war ein historisches Gebäude in Magdeburg im heutigen Sachsen-Anhalt. Es galt bereits im 19. Jahrhundert als erhaltenswertes Baudenkmal, wurde jedoch trotzdem im Jahr 1900 für den Neubau eines Kaufhauses abgerissen.

## Lage
Das Gebäude befand sich in der Magdeburger Altstadt auf der Westseite des Breiten Wegs an der Adresse Breiter Weg 148, etwas nördlich gegenüber der Einmündung des Alten Markts auf den Breiten Weg. Unmittelbar nördlich des Hauses mündete die kleine Gasse Georgenplatz auf den Breiten Weg. Heute befindet sich an diesem Standort das Karstadt Warenhaus.

## Geschichte und Architektur
Frühe Eigentümer des Anwesens soll die Familie von Wanzleben gewesen sein, wobei diese Familie jedoch bereits um 1500 in Magdeburg ausgestorben war. Der direkte Vorgängerbau war im Jahr 1478 von Hans Mauritz dem Älteren errichtet worden. Die Familie hatte in diesem Jahr das Grundstück erworben, bis dahin hatte sie auf dem Land gelebt. Das Gebäude war unter dem Namen Zum bunten Löwen bekannt. Es gibt Angaben, die Hans Mauritz als Bürgermeister der Stadt Magdeburg benennen.

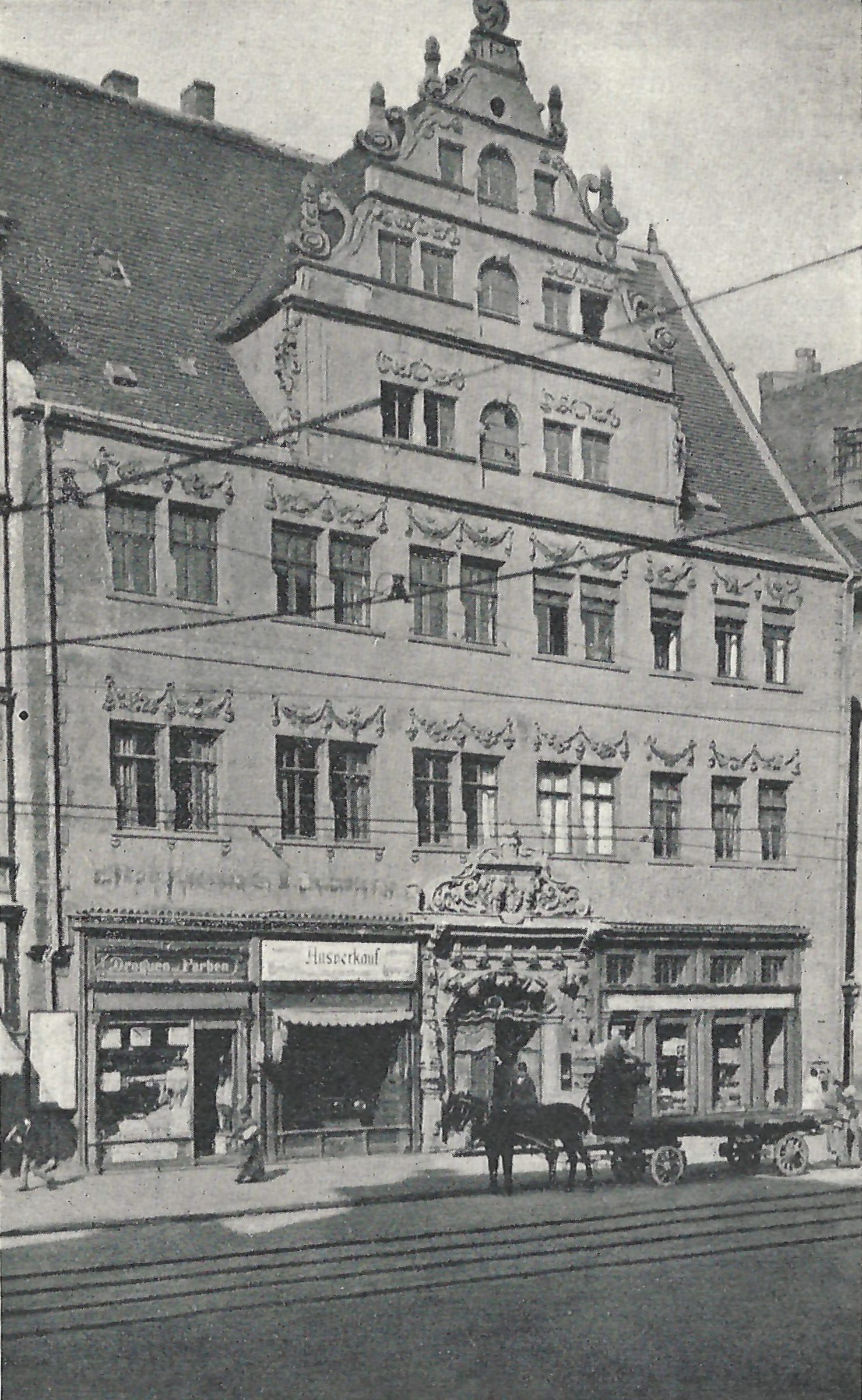
Frontseite

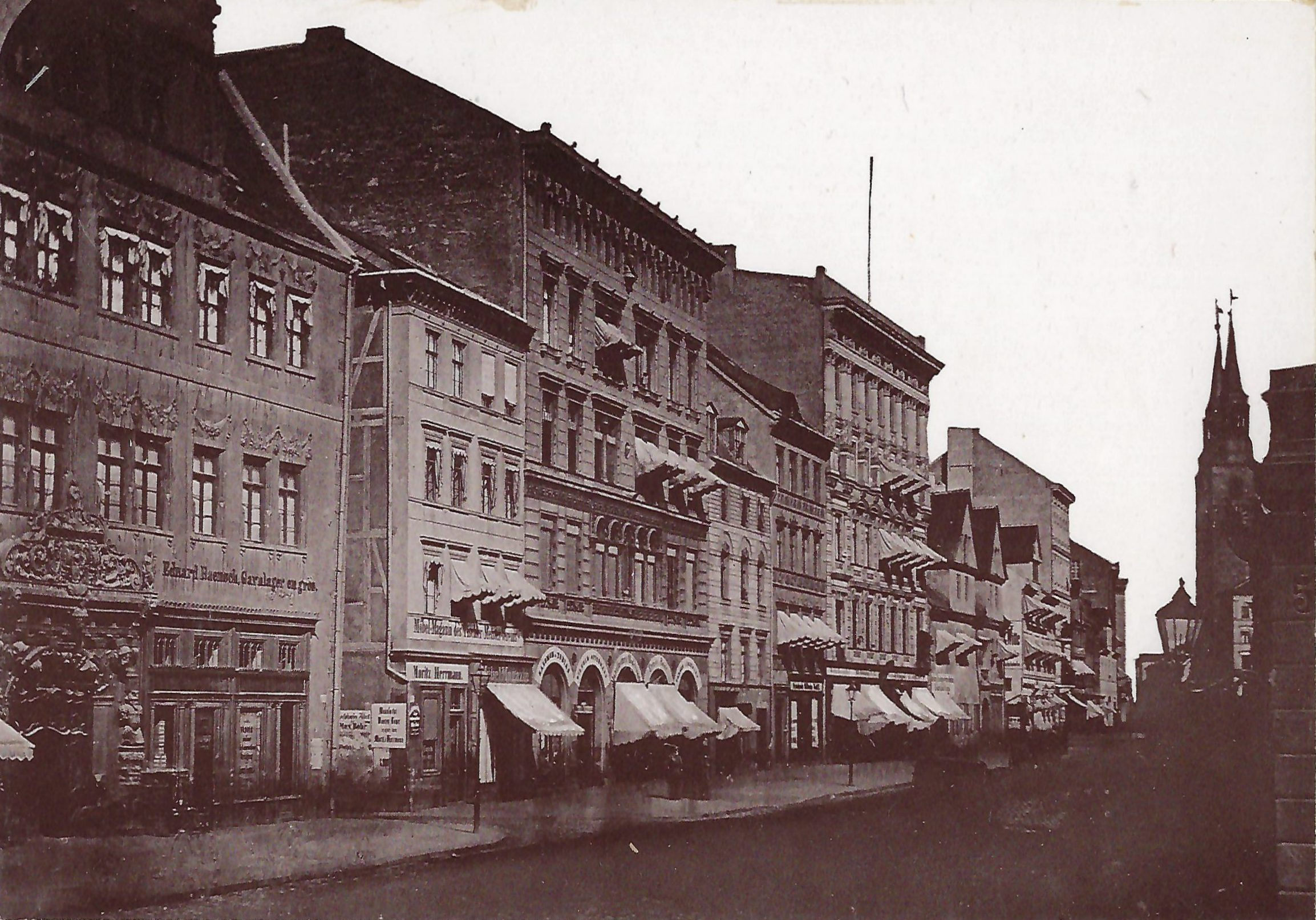
Die Heideckerei (links) im Straßenzug, vor 1890

Im Jahr 1593 riss der Urenkel des Erbauers, Thomas Mauritz der Jüngere (1552–1619), den Vorgängerbau ab und errichtete das repräsentativ gestaltete Gebäude im Stil der Spätrenaissance. Fälschlich wird zum Teil sein Vater, der Ratskämmerer Thomas Mauritz († 1553) als Bauherr angegeben. Möglicherweise wurde beim Neubau im Untergeschoss Bausubstanz aus dem 15. Jahrhundert des Vorgängerbaus genutzt.
Thomas Mauritz verstarb am 30. Dezember 1619 kinderlos und wurde in einem Gewölbe der Ulrichskirche neben seiner drei Jahre zuvor verstorbenen Ehefrau beigesetzt. Seiner Witwe, Marie Mauritz, geborene Gericke, gehörte das Haus dann nach seinem Tode bis zu ihrem versterben 1621. Kaufmann Johann Schenke war nachfolgend bis zu seinem Tod um 1627 Besitzer. Sein Erbe war sein Sohn Rittmeister Hans Gebhard (oder Gerhard) Schenke (auch Hans G. Schongken) . Während der Zerstörung Magdeburgs im Jahr 1631 brannte auch dieses Gebäude in Teilen ab. Da Gebhard im Dreißigjährigen Krieg verschollen war, erhielt der Sattler Nikolaus Krause vom Rat die Erlaubnis, auf dem wüsten Grundstück eine Hütte zu errichten. Allerdings bestand ein Vorbehalt bezüglich der Rechte der Erben Schenkes. Zumindest 1650 und 1653 lebte der Seiler Hans Leitzner in den Trümmern des Grundstücks. Der Handelsmann Tobias Hoffmann baute das Gebäude dann vermutlich in der Zeit um 1660 wieder auf. Er wird allerdings erst 1679 erstmalig als Besitzer erwähnt. Er soll das Anwesen vom Kurfürsten Friedrich Wilhelm gemeinsam mit Bauholz erhalten haben. Unklar ist, wie der Kurfürst zu dem Grundstück gekommen war. Regierungsgewalt übte er in Magdeburg erst ab 1681 aus. Zum Dank soll Hoffmann auf die Giebelspitze des Hauses einen Brandenburgischen Adler gesetzt haben. Hoffmann richtete ein Schenkhaus ein.
Der traufständige Bau war durch einen dreigeschossigen, mittig angeordneten Staffelgiebel geprägt. Die Fassade des dreigeschossigen Hauses war horizontal durch zumeist paarweise angeordnete Fenster gegliedert. Das mittig angeordnete Portal weist Formen auf, die auch im Braunschweigischen üblich waren. Ähnlichkeiten weist das später entstandene Portal des Wolfenbütteler Zeughauses auf. Umbauten erfolgten in den Jahren 1650 bis 1660, 1782, 1842 und 1859. Die unteren Stockwerke waren recht hoch, während das obere, ursprünglich mit zum Boden gehörende, eine geringere Höhe hatte.
Beim Wiederaufbau konnten vermutlich größere Teile der historischen Bausubstanz genutzt werden. Neben dem Tor betraf dies auch andere Teile. Bei Umbauten im Jahr 1859 wurde im Erdgeschoss ein zwischen zwei Fenstern stehender Pfeiler entfernt. Dabei fand man hinter einer Ummauerung des Pfeilers Schwärzungen von Rauch und Feuer, die wohl auf die Zerstörungen des Jahres 1631 zurückgingen. Auch für Mauern der oberen Geschosse wurde eine Entstehung im 16. Jahrhundert angenommen.

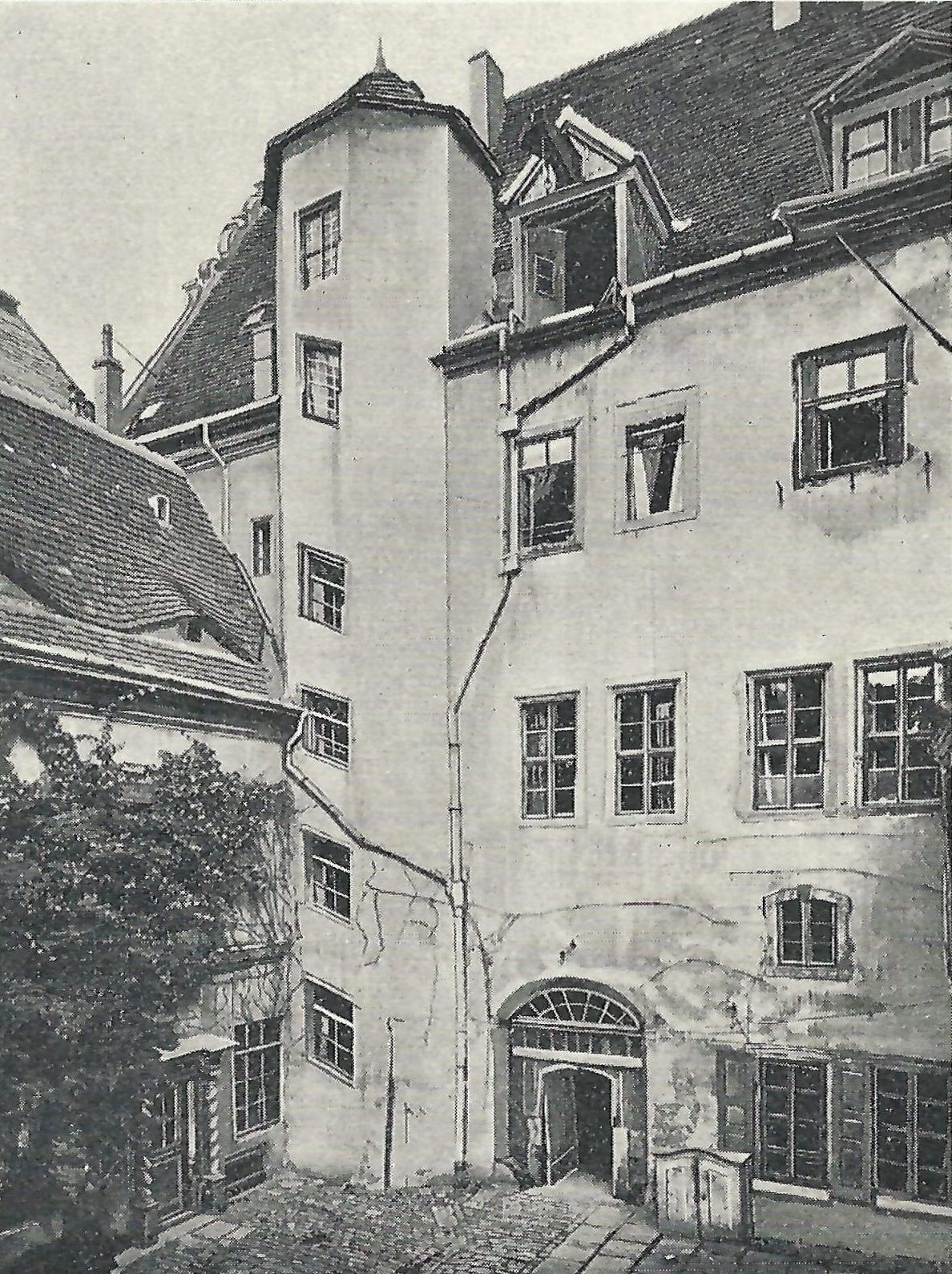
Hofseite mit Treppenturm, links Nebengebäude mit säulengerahmter Tür

Der hofseitige Treppenturm mit seinen altertümlich anmutenden Fensteröffnungen, dürfte ebenfalls zu den älteren Teilen des Hauses gehören. Der markante Dacherker entstand jedoch erst in der zweiten Hälfte des 17. Jahrhunderts. Er wurde maßgeblich von verblendeten hölzernen Ständern getragen, mit dem Dachstuhl verbunden waren. An der Fassade befanden sich Verzierungen in Form von Frucht- und Blumenschnüren. Am Dacherker waren sie in Stein gemeißelt und wohl gemeinsam mit diesem entstanden. An anderen Teilen der Fassade waren sie aus Stuck gefertigt und vermutlich später in Nachahmung der älteren Teil ausgeführt. Zum Teil wurden sie im 19. Jahrhundert erneuert.
Auf dem Hof des Anwesens befanden sich in einem nach 1651 entstandenen Nebengebäude zwei bemerkenswerte Türen. Ihnen waren hölzerne Säulen samt verziertem Gebälk vorgesetzt. Sie dürften ursprünglich im Vorderhaus gestanden haben und bei Umbauarbeiten an den neuen Standort gelangt sein. Eine der Türen zeigte ein fensterartiges Gewände mit horizontalem Sturz. Sie wurde vermutlich erst nachträglich in den Bau eingefügt. Zum Georgenplatz hin war über einer Tür die Jahreszahl 1772 eingehauen, wobei davon ausgegangen wurde, dass die Jahreszahl sich nur auf die Erneuerung der Tür bezog, das Seitengebäude selbst jedoch älteren Datums war. Das Seitengebäude ruhte als Fachwerkbau auf einer massiven Untermauer. Die Fenstereinfassungen waren aus Holz gebaut und mit einer geschnitzten karniesförmigen Gliederung versehen und waren noch in den 1870er Jahren in ursprünglicher Form erhalten.
Hoffmanns Erben verkauften das Gebäude für 3400 Taler 1688 an den Weinhändler Konrad Rumpf, der bis 1725 Eigentümer blieb. Das Gebäude blieb länger im Eigentum der Familie Rumpf. Es folgte zunächst Tobias Rumpf und dann von 1759 bis 1801 Johann Tobias Rumpf. 1817 war der Weinhändler Joh. Tob. Rumpf Eigentümer, auch 1845 wurde ein Rumpff als Eigentümer genannt.
Bei den Umbauten von 1782 und 1842 war vermutlich nur das Gebäudeinnere betroffen. Nur auf der Hofseite wurden wohl 1782 die alten Sandsteingewände der Fenster entfernt und durch neue im Geschmack der damaligen Zeit ersetzt. Der Umbau von 1859 führte dann zur Modernisierung des Erdgeschosses, wobei das Portal nicht verändert wurde. In der Zeit zwischen 1859 und 1873 stürzte ein rippenloses Kreuzgewölbe im Laden südlich des nicht überwölbten Hausflurs ein. Es wurde durch eine Holzdecke ersetzt.
Genutzt wurde das Haus im Jahr 1800 durch die Bauersche Buchhandlung. Von 1812 bis 1886 war die Heideckerei Sitz der Großhandlung für Leinen- und Baumwollwaren Eduard Baensch. Stadtrat Baensch wurde 1870 dann auch als Eigentümer geführt. Später wurde der Kaufmann Otto Klavehn Eigentümer. Er ließ das Haus im Jahr 1900 abreißen, um ein neues Warenhaus im Stil des Historismus zu errichten. Seitens der Stadt Magdeburg gab es letztlich erfolglose Bemühungen die Heideckerei, als zum damaligen Zeitpunkt ältestes erhaltenes profanes Gebäude der Stadt zu erhalten. Das Portal der Heideckerei wurde jedoch gesichert und im Hof des Kaiser-Friedrich-Museums, dem heutigen Kulturhistorischen Museum wieder aufgebaut, wo es sich noch heute befindet. Im Besitz des Museums befand sich auch ein Rekonstruktionsmodell des Hauses. Auch der Giebel blieb zunächst erhalten und fand Verwendung beim gegenüber liegenden Neubau des Gebäudes von Dankwarth & Richters im Breiten Weg 55, ursprünglich einmal im Eigentum von Georg Kühlewein, das jedoch nicht erhalten ist. Als Verweis auf die Heideckerei war dort neben der Jahreszahl 1903 auch die Zahl 1593 angebracht.

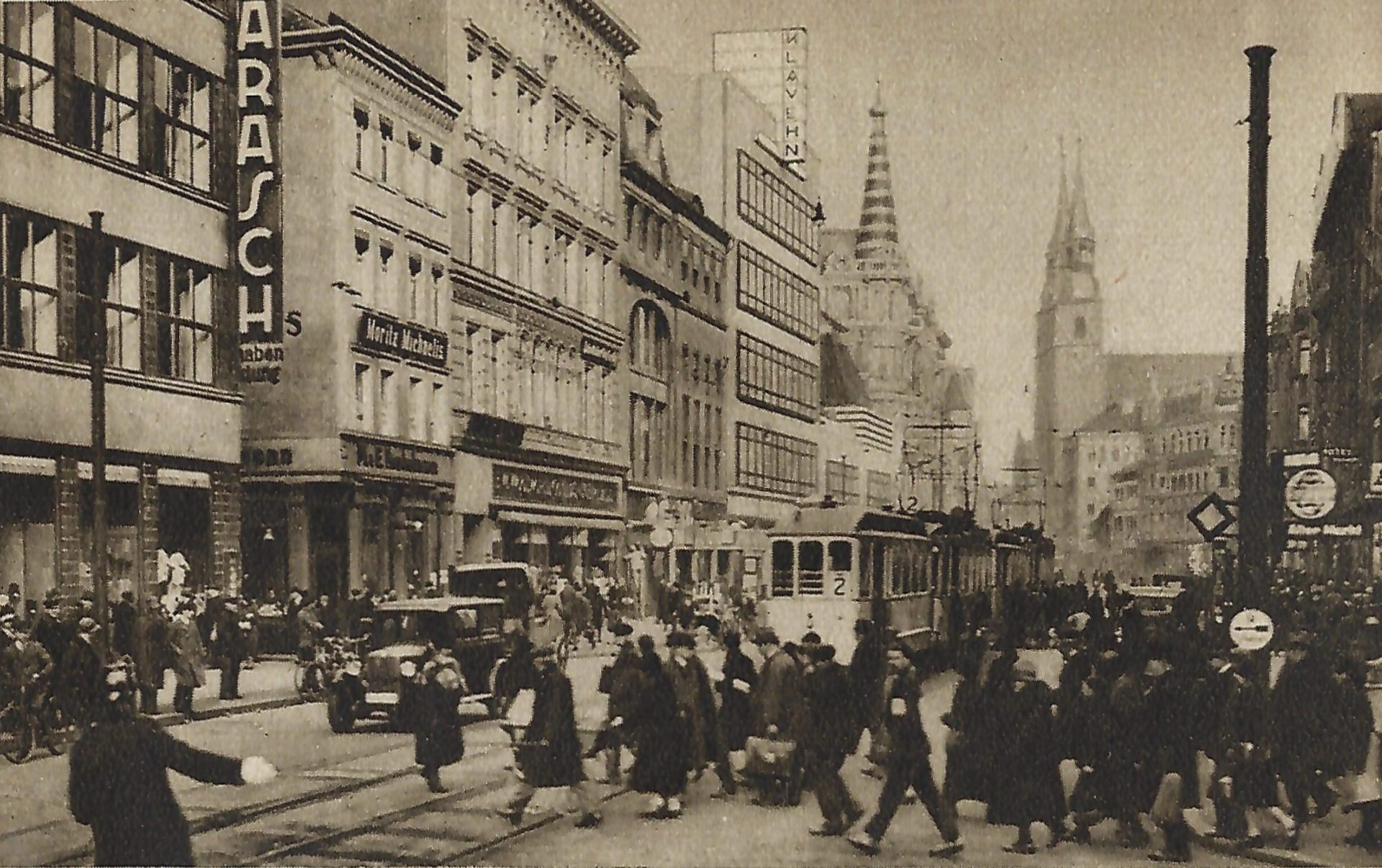
Kaufhaus Barasch (links)

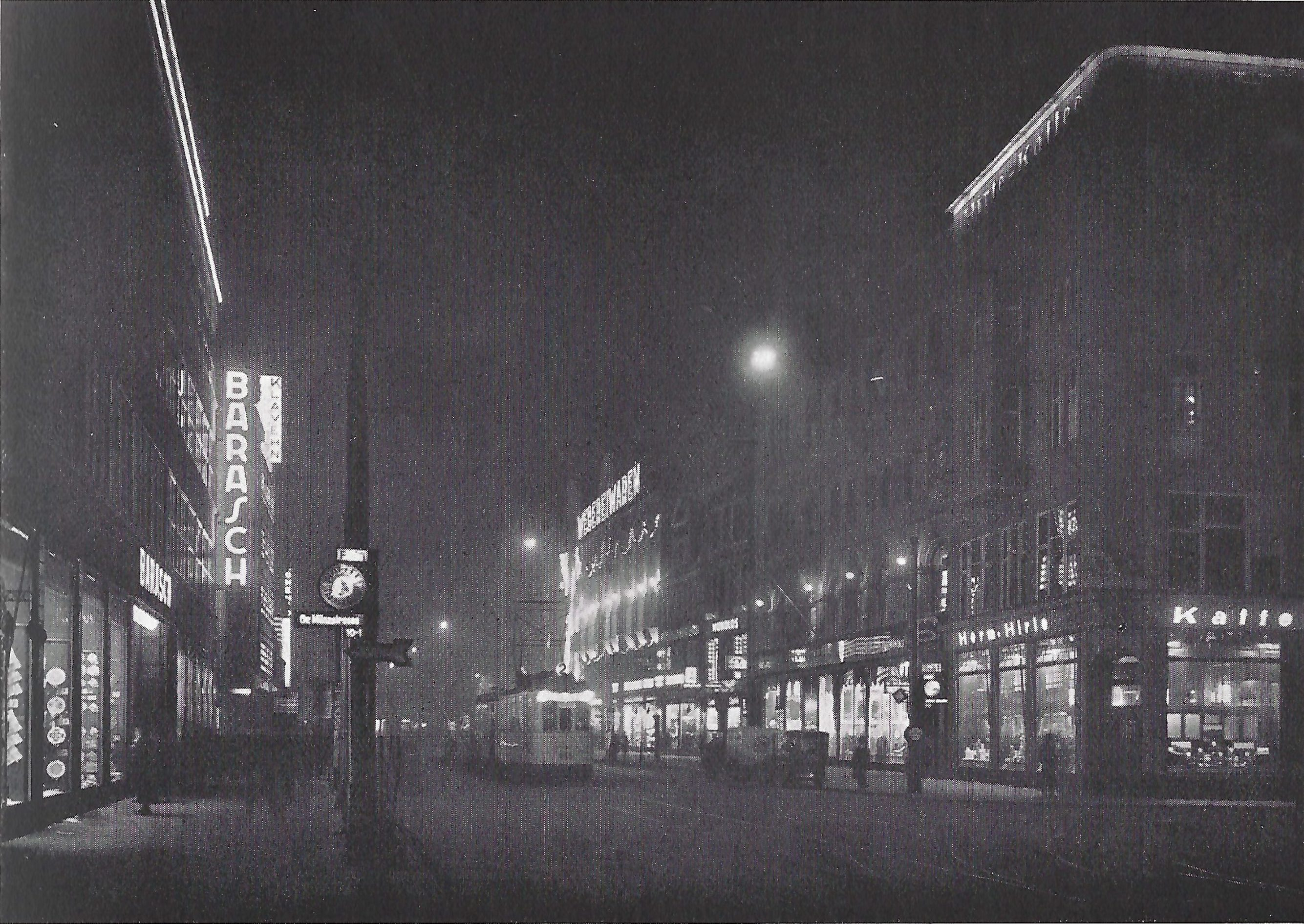
Leuchtreklame des Warenhauses Gebrüder Barasch (links) in den 1920er Jahren

Am 2. September 1902 eröffnete im Neubau an der Stelle der ehemaligen Heideckerei eine Filiale der aus Breslau stammenden Warenhauskette Gebrüder Barasch. 1907 war eine Verbindung zum Erdgeschoss des Nachbarhauses Breiter Weg 149 hergestellt. In den Jahren 1928/29 erfolgte ein Um- und Neubau des Komplexes durch den Berliner Architekten C. Schranns, beauftragt durch den Eigentümer Werner Klavehn für den Nutzer Warenhaus Gebrüder Barasch. Die Arbeiten umfassten den Häuserblock Breiter Weg 148–150. Es entstand nun ein moderner Warenhausbau, der durch Fensterbänder geprägt war. Die jüdischen Eigentümer des Warenhauses Gebrüder Barasch wurden in der Zeit des Nationalsozialismus verfolgt. 1936 fand eine sogenannte Arisierung statt, in deren Folge das Warenhaus dann vom Kaufmann W. Lemke aus Kolberg betrieben wurde.
Der Neubau wurde im Zweiten Weltkrieg zum Teil zerstört. Insbesondere in der Südhälfte wies das Gebäude starke Beschädigungen an der Tragwerkkonstruktion des dritten Obergeschosses auf. Im Jahr 1950 war weiterhin Werner Klavehn als Eigentümer geführt. Kaufmann Lemke floh 1953 nach Westdeutschland. Die Ruine des Kaufhauses diente dann als HO-Verkaufsstelle.
Ende der 1960er Jahre wurde das Gebäude im Zuge der veränderten Neubebauung des Nordabschnitts des Breiten Wegs abgerissen. Später entstand an der Stelle ein Centrum Warenhaus, das dann von Karstadt übernommen wurde.

## Portal der Heideckerei

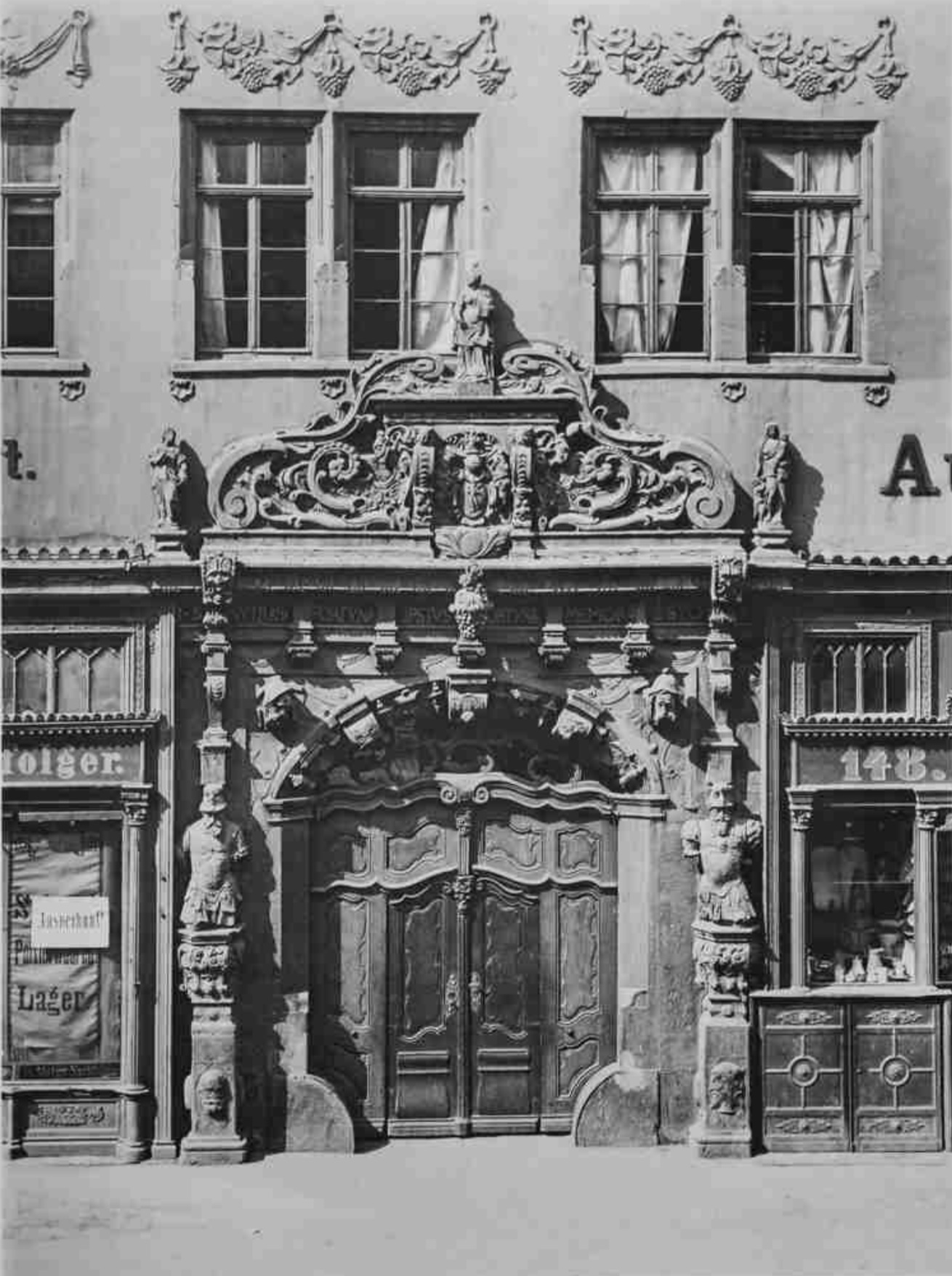
Portal in der Fassade

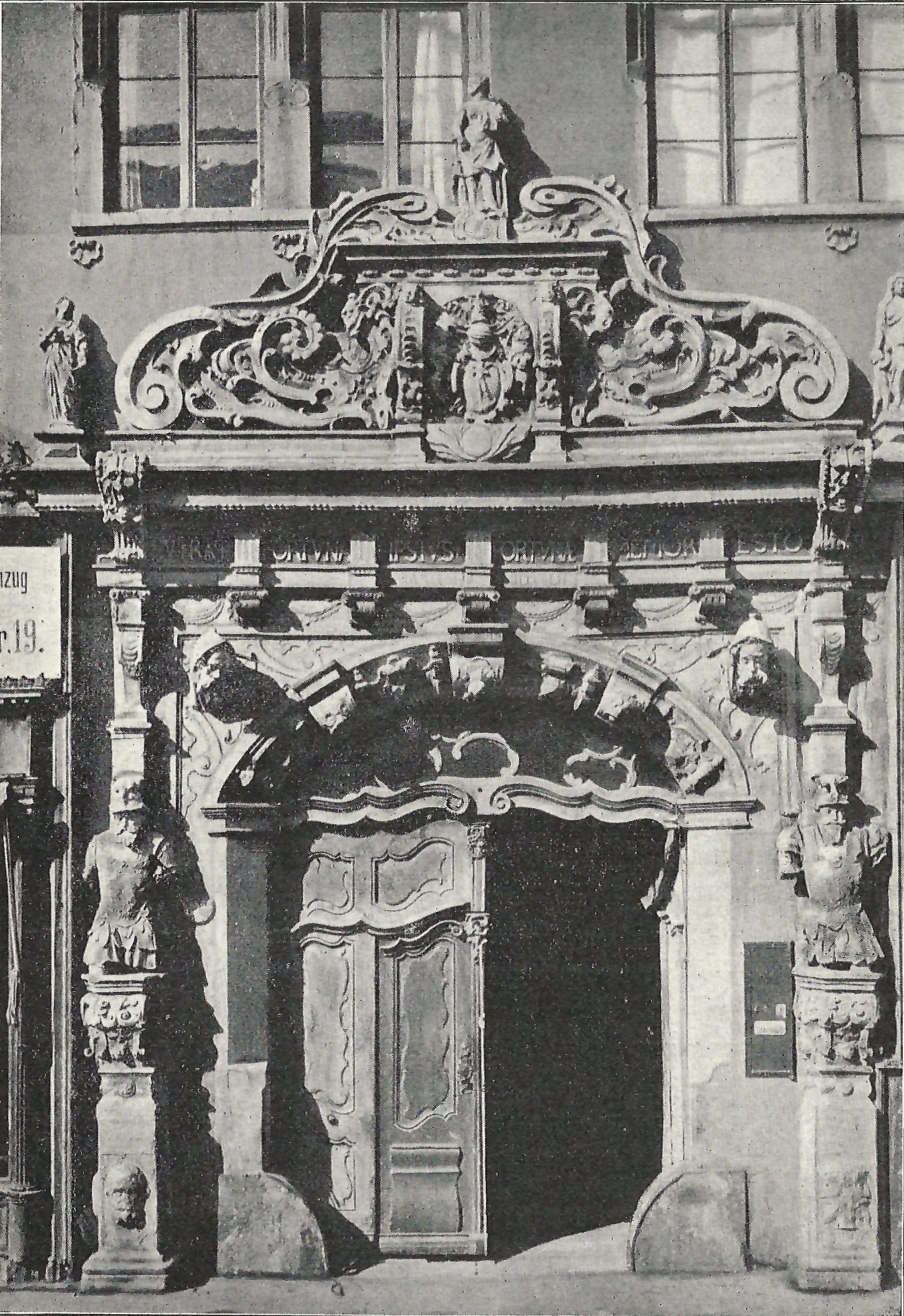
Portal

Das steinerne Portal der Heideckerei befindet sich heute auf dem Hof des Kulturhistorischen Museums Magdeburg. Es ist als großer flacher Segmentbogen im Stil der Hochrenaissance ausgeführt und wird von Kriegern in römischer Rüstung als Halbfiguren flankiert, die auf mit Blattwerk verzierten Konsolen ruhen. In den Zwickeln des Bogens befindet sich jeweils ein Kriegerkopf. Der Türsturz ist als Triglyphenfries gearbeitet, wobei die Triglyphen auf in Form von Kapitellen gestalteten Konsolen stehen. Vor der mittlerem Triglyphe befand sich ursprünglich ein Traubenmotiv, das sie verdeckte. In acht Metopen zwischen den Triglyphen befindet sich auf einer Länge von etwa vier Metern die lateinische Inschrift:
(deutsch sinngemäß: In Glück und Unglück denk daran, dass es auch anders kommen kann)
Die Inschrift ist eine aus dem späten 15. Jahrhundert stammende Dichtung von Giovanni Pontano, der sie 1492 in seiner Kapelle in Neapel angebracht hatte. Der auf den italienischen Humanismus zurückgehende Text war im Jahr 1594 von Nathan Chytraeus, der in den 1560er Jahren auch Neapel bereist hatte, in seiner Veröffentlichung Variorum in Europa itinerum Deliciae publiziert worden. Da sich Chytraeus auch in Magdeburg zum sammeln von Inschriften aufhielt, so dass vermutet wird, dass in dieser Situation auch dieser Text in Magdeburg bekannt geworden war.
Die Anbringung der Inschrift resultiert wohl aus den Lebensumständen des Bauherren. Thomas Mauritz litt seit seinem 14. Lebensjahr an einem Buckel und durchlebte mehrere ernste Erkrankungen und auch Unfälle.
Aus der Bauzeit vom Ende des 16. Jahrhunderts stammen neben dem Rundbogen selbst die Zwickel sowie größere Teile des mittleren Gebälks. Über dem mittleren großen Gebälk befindet sich das Wappen der Familie Mauritz. Dieser Wappenstein gehörte ursprünglich nicht zum Portal, sondern dürfte an anderer Stelle am Haus befestigt gewesen sein. Möglicherweise ist es der Stein der 1593 oberhalb der Hoftür von Thomas Mauritz zum Gedenken an seinen Urgroßvater Hans Mauritz dem Älteren angebracht wurde. Denkbar erscheint aber auch, dass er noch älter ist und bereits die vorherige Bebauung aus dem Jahr 1478 zierte. Hierfür spricht, dass in einer Beschreibung aus dem Jahr 1620 bereits angemerkt wurde, dass in den Stein die Jahreszahl in alten Buchstaben, gemeint sind römische Zahlen, eingehauen wurde. Römische Zahlen waren im 16. Jahrhundert bei Inschriften in Magdeburg ungebräuchlich, was auf ein älteres Entstehungsdatum des Steins verweisen könnte.
Auch Teile der Seitenpfosten gehen auf die Bauzeit des Jahres 1593 zurück. Im unteren Teil der Pfosten ist jeweils eine Maske dargestellt, die rechte ist dabei als Januskopf gestaltet. Darüber befinden sich die Krieger. Am Bogen selbst befinden sich abwechselnd Masken und Rollwerkkartuschen, der Schlussstein zeigt ein Obstbündel. In den Zwickeln findet sich flaches Beschlagwerk, darüber sind kleine Konsolen mit Languettengehängen angeordnet. Der Schöpfer des Portals ist unbekannt, das Gestaltungselement der Languettengehänge wurde allerdings gerne von dem in dieser Zeit in Magdeburg aktiven Bildhauer Christoph Kapup eingesetzt.
Der von üppigem Knorpelwerk bestimmte Aufsatz oberhalb des Portalbogens ist jüngeren Datums. Er umfasst die von volutenartigen Elementen umgebene Wappenkartusche. Links und rechts des Aufsatzes sowie ihn bekrönend befindet sich jeweils eine Tugendfigur.
Die beidseits des Portals auf mit Blattwerkkapitellen verzierten Postamenten stehenden als Atlanten fungierenden Kriegerfiguren, stellen das jüngste Element des Portals dar und entstanden im Barock. Sie sind nach oben mit dem Gebälk des Portals verbunden.
Im Laufe der Zeit wurden mehrere Renovierungsvermerke an das Portal angebracht. Der älteste geht auf das Jahr 1782 zurück und befindet sich in einem kleinen, mit Blattranken befestigten Schild unterhalb des Wappens. Er lautet:
(deutsch: Erneuert 1782)
Die weiteren Renovierungsvermerke nutzen jeweils römische Zahlen. Ein Vermerk befindet sich auf dem Architrav unterhalb der beiden mittleren Metopen:
(deutsch: Erneuert 1842)
Der dritte entsprechende Vermerk befindet sich oberhalb der mittigen Maske des Segmentbogens und lautet:
(deutsch: Erneuert 1859)

## Weitere Inschriften
Es ist überliefert, dass neben den Inschriften am Portal noch weitere Inschriften bestanden.
Neben zwei Wappendarstellungen gab es am oder im Haus ursprünglich in großen Buchstaben die Inschrift:
Die Inschrift war von Thomas Mauritz, dem Erbauer des Hauses, angebracht worden und muss daher zwischen 1593 und 1619 entstanden sein. Bei den Wappen soll es sich um das der Familie Mauritz und das seiner 1589 geheirateten Ehefrau Anna Gericke, Tochter des Bürgermeisters Markus Gericke und Tante von Otto Gericke gehandelt haben. Eine andere Überlieferung nennt jedoch eine Maria Gericke als Ehefrau. Die Inschrift und die Wappen wurden vermutlich bereits 1631 zerstört.
An den Wänden des Hauses waren vom Bauherren Thomas Mauritz 13 Verse angebracht worden. Mauritz zitierte die Verse auch im Alltag und versuchte sie anderen Menschen nahezubringen. Da sich die Texte nicht in zeitgenössischen Sprichwortsammlungen finden, wird vermutet, dass sie von Mauritz selbst geschaffen wurden. Sie handeln von Tugenden, Glück und Unglück und zeigen durch christliche Bezüge die starke Religiosität des Bauherren. Die Inschriften, deren genaue Ausführungsart nicht überliefert ist, verschwanden wohl bei der Zerstörung des Gebäudes im Jahr 1631.
Die Inschriften lauteten im Einzelnen:
Ach Gott laß mich ererben, /

Ein Christliches Leben vnd seliges sterben, /

Gott gewehr mein begehr.

Wen Gott der Herr allhie thut lieben, /

Den thut er wol im Creutz vben, /

Wans aber nu stehet in der höchsten noth /

So kompt vnd hilfft der getrewe Gott.

Ich heiß Elend, du siehest mich an, /

Denckest nicht, wer muß am ersten dran /

Dein Leben ist vol Plag vnd Elend, /

Bey manche(n) gehts erst an nach seinem Endt.

Sünde meiden ist ein schreyn, /

Gedult im Leiden lege drein, /

Guts für Quat, thue darzu, /

Willig in Armut, nun schleuß zu.

Dein grosser Freund ich alsdann bin, /

Weil du von mir kanst haben Gewin, /

Wenn ich dir nicht mehr helff mit Gelt, /

So bin ich der ergeste in der Welt.

Rede was deinem Stand wol anstehet, /

Vnd anderen nicht zu nahe gehet, /

Laß jeden bleiben wer er ist, /

So sagt man auch nicht wer du bist.

Der ist allzeit reich, dem gnüget, /

Vnd recht braucht das ihm Gott zufügt, /

Wer das Gelt mehr denn sich selbst siehet an, /

Ist bey Reichthumb, ein armer Man.

In Unglück verzage nicht, /

In Glück aber erheb dich nicht. /

Der zweck deines Lebens sol Christus sein, /

Dem soltu folgen auffn wegen dein.

Tugend, Ehr vnd auffrichtigkeit, /

Zucht, Trew, Freundschafft vnd Warheit, /

Sind itzund gleich einem schwarten Schwan, /

Den man gar nirgend finden kan.

Das Jüngst Gericht vnd himlisch Lebe(n), /

Laß stets fur deinen Augen schweben, /

Drumb bedenck ja wol das Leben dein, /

Groß Frewd, oder ewige Pein wird dein letzter Lohn sein.

Was bistu Mensch? ein Wasserblaß, /

Bedenck dich vnd von Sünden laß, /

Gedenck an den Todt zu allerzeit, /

Vnd mach dich zu deinem End bereit.

Thue Gott zu lob was recht gethan, /

Ob schon dich nicht lob jederman, /

Fengt ein hauff drüber Feindschafft an, /

Von andern du gunst vnd schutz wirst han.

Wenn dirs wolgehet so denck dran, /

Daß dirs wider vbel gehen kan, /

Das Glück beweist viel list vnd tuck, /

Wers nimpt in acht derselb ist klug.
In Zusammenhang mit dem dritten Reim könnte eine Darstellung von Christus in der Rast, möglicherweise in Form eines Gemäldes, gestanden haben.

## Name
Zeitweise wurde das Gebäude als Zum Tempel bezeichnet, wobei der Hintergrund der Benennung unklar ist und auch nur einmal in einem Plan aus dem Jahr 1829 erwähnt wird. Der später gebräuchliche Name Heideckerei hat im eigentlichen keinen geschichtlichen Hintergrund und geht wohl auf eine freie Erfindung des Sagenautors Wilhelm A. Geißler zurück. Geißler behauptet in seiner Sage Mathilde von Heideck. Die Wiederkehr aus der Gruft, dass das Haus 1340 im Eigentum des wohlhabenden Junkers Raimund von Heideck gestanden hätte. Im Weiteren nennt die Sage das Anwesen dann die Heideckerei. Dieser Begriff bürgerte sich dann wohl für das markante Gebäude ein. Der Magdeburger Stadtarchivar Ernst Neubauer bezeichnet den Namen als fälschlich und von dem Märchendichter Geißler erfunden. Der Name Heideck ist in Magdeburg bekannt durch den Freiherrn Johann von Heideck, der 1550 den Bau der Bastion Heideck leitete, an die noch heute die Heideckstraße erinnert. Ein Bezug Heidecks zur Heideckerei ist jedoch unbekannt. Vor der Veröffentlichung der Sage Geißlers 1847 ist der Name Heideckerei nicht überliefert.

## Sage

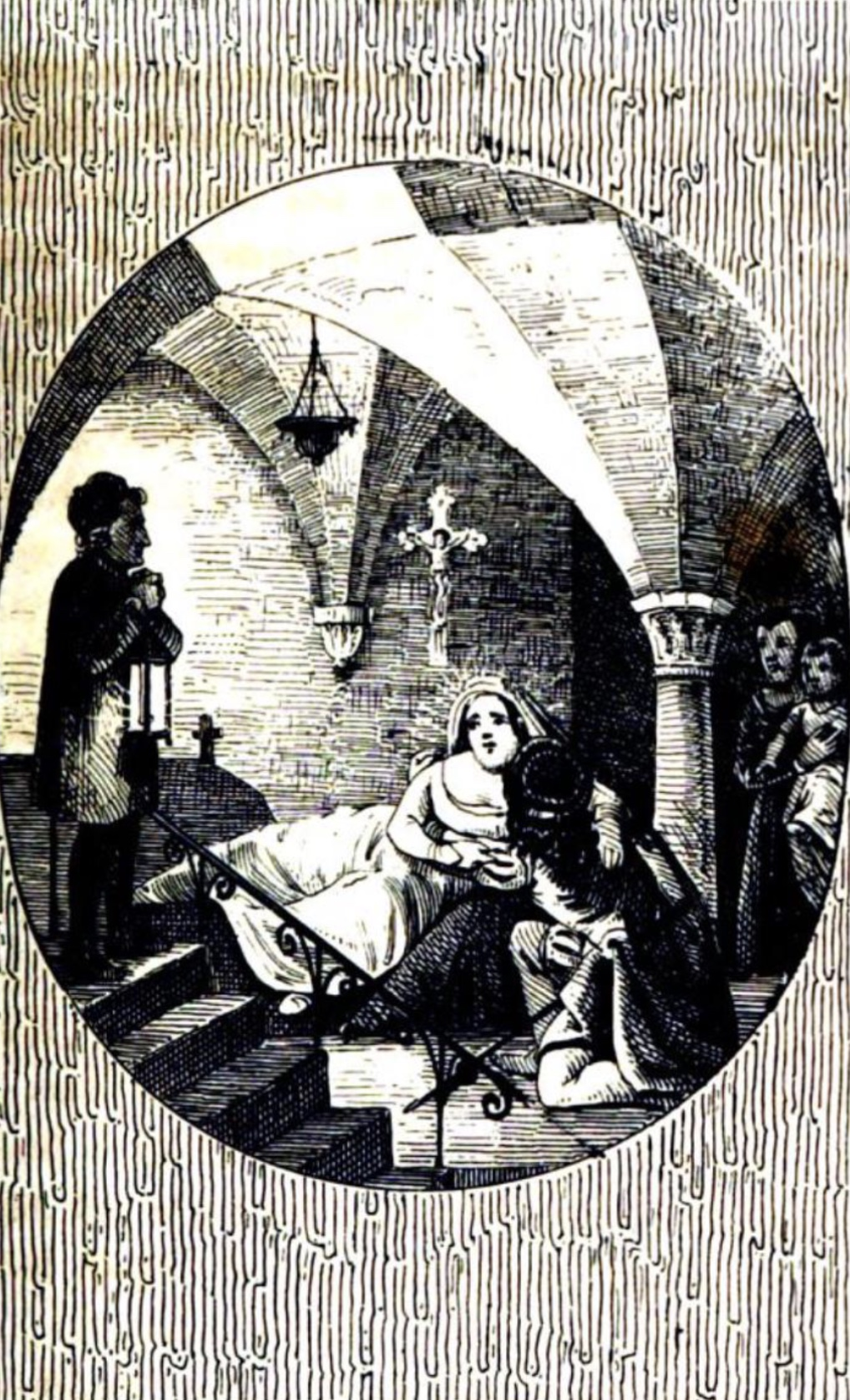
Darstellung der Wiederkehr Mathildes

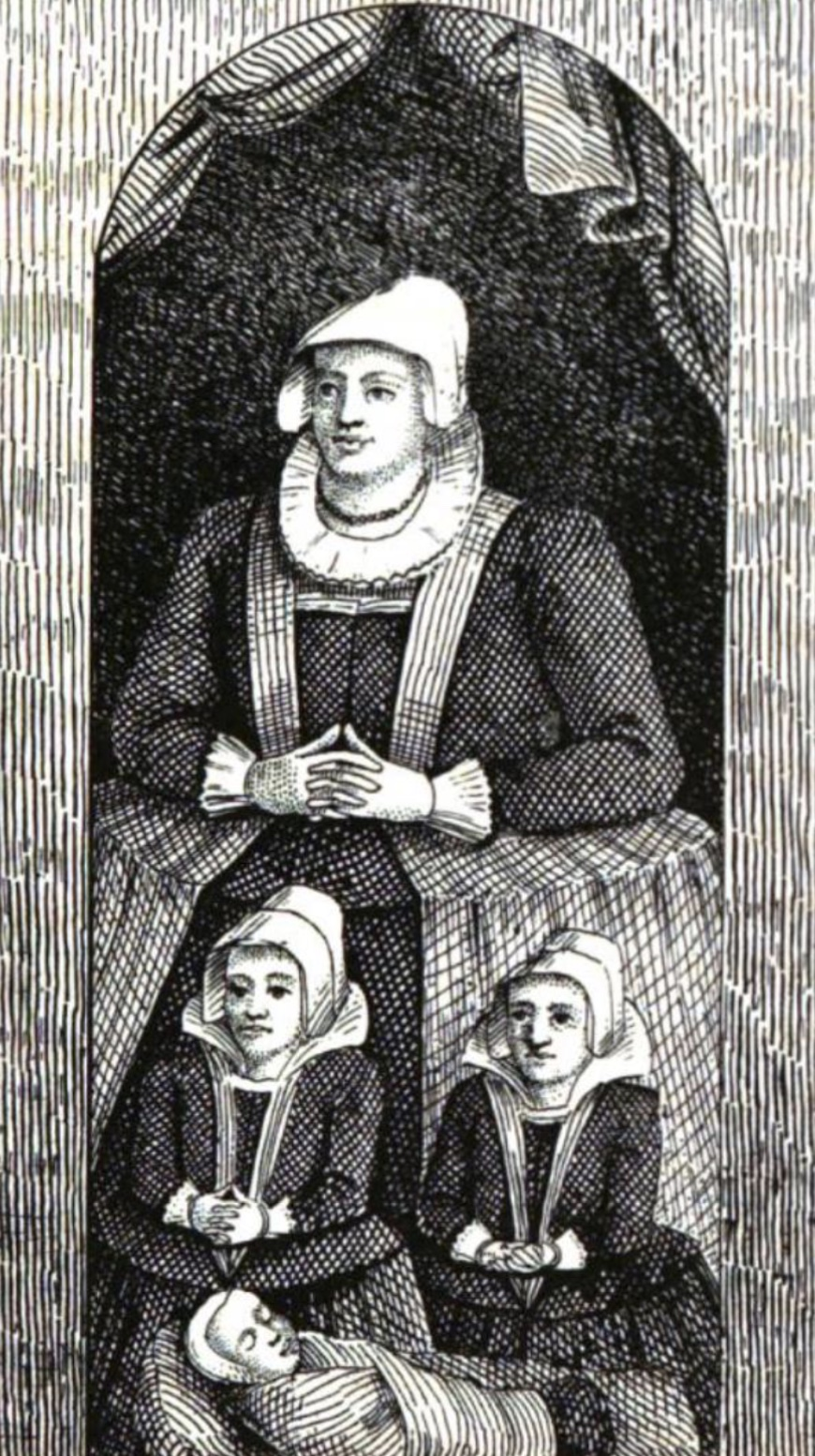
Vermeintlich Mathilde von Heideck und ihre Kinder im Magdeburger Dom darstellendes Gemälde

Das Anwesen ist Ort der Sage Mathilde von Heideck. Die Wiederkehr aus der Gruft. Der Sage nach lebte in dem Anwesen um 1340 der reiche Junker Raimund von Heideck. Im Haus des lebensfrohen Junkers verkehrten viele seiner Freunde, es wurden viele Feste gefeiert, so dass das Haus als goldene Heideckerei bekannt war. Er verliebte sich in die schöne Trudina, die Nichte des Bürgermeisters Wolf von Gericke. Trudina, eigentlich Gertrud, versuchte auch den wohlhabenden Raimund zu gewinnen, liebte ihn tatsächlich jedoch nicht, hatte aber Interesse an seinen umfangreichen Ländereien. Allerdings verstritt sich das Paar, bedingt durch, aus Sicht Raimunds, negative Charaktereigenschaften Trudinas. Raimund wandte sich daraufhin einer ursprünglichen Geliebten, Mathilde von Plauen, Tochter des Burgherren der Burg Rogätz, Hans von Plauen, zu, die er bald darauf heiratete. Die herzensgute Mathilde wurde schwanger, jedoch auch kränklich. Zwischenzeitlich sahen sich auch Trudina und Raimund wieder, wobei Raimunds Begehren für die schönen Trudina neu entflammte. Trudina ersann einen Plan, um seine Ehefrau zu beseitigen. Sie verbündete sich mit Melchior Hopfensack, einem ehemaligen regelmäßigem Gast in der Heideckerei, der erbost darüber war, dass, seit der im kleinen Kreis auf der Burg Rogätz gefeierten Hochzeit, die regelmäßigen Feiern in der Heideckerei nicht mehr statt fanden. Er lief, verkleidet als einen Janus mit zwei Gesichtern darstellender Bettler, immer wieder durch Magdeburg und sagte den Leuten auf unheimliche Weise den Zeitpunkt ihres Todes voraus. Er wurde so gefürchtet, dass die Menschen ihm aus dem Weg gingen. Eines Tages klopfte er an der Heideckerei an und sagte der hochschwangeren, fürchterlich erschrockenen Mathilde voraus, dass sie zu Allerseelen sterben würde. Etwa für diesen Zeitpunkt wurde die Geburt des Kindes erwartet.
Acht Tage vor Allerseelen gebar Mathilde ein kleines, mageres, zierliches Mädchen, das auf den Namen Siegbritte getauft wurde. Mathilde selbst starb, krank, von der Geburt geschwächt und erregt durch die Todesprophezeiung tatsächlich an Allerseelen. Die Beisetzung fand unter großer Anteilnahme im Magdeburger Dom statt. Raimund ritt aber noch am gleichen Tag durch das Sudenburger Tor nach Halberstadt zum Nikolaikloster, wo sich Trudina aufhielt. Beide heirateten kurz darauf in Fulda und kehrten sechs Wochen später in die Heideckerei zurück. Am Abend nach der Beisetzung Mathildes saßen mehrere Tafelritter der Heideckerei und auch Hopfensack in der Heideckerei zusammen, als zum Entsetzen der Anwesenden eine ganz in weiß gekleidete Frau den Saal betrat, in die Kammer Siegbrittes ging, das Kind nahm und verschwand.
Die zweite Ehe Raimunds verlief jedoch nicht glücklich. Trudina stellte Raimund ein verheimlichtes voreheliches Kind als wieder aufgefundene Siegbritte vor, bekam ein Kind von einem italienischen Liebhaber und betätigte sich tyrannisch in der Haushaltung der Heideckerei und der Burgen und Meiereien, die zum Besitz Raimund von Heidecks gehörten. Außerdem erpresste Trudina Raimund mit Wissen über ursprüngliche Pläne Raimunds gegen den Erzbischof vorzugehen. Letztlich entzog Raimund Trudina jedoch trotzdem sämtliche Verfügungsgewalt über die Besitztümer. Trudina wurde daraufhin ernstlich krank. Im Fieberwahn gestand sie das voreheliche Kind, ihren Liebhaber und den Komplott gegen Mathilde. Trudina verstarb und Raimund erkannte, wie übel Mathilde mitgespielt worden war.
Raimund entschloss sich eine Bußreise nach Jerusalem zu machen. Der Tod Mathildes war anderthalb Jahre her, trotzdem wollte er vor Antritt der Reise noch einmal ihren Leichnam sehen. Er bestach den Totengräber, der ihn gemeinsam mit dem Domglöckner Schlüsselbart dann Abends um 23.00 Uhr über die Paradiespforte in den Dom einließ. Als sie eintraten rauschte die hagere und bleiche Gestalt eines Priesters vorbei. Der Glöckner meinte, das könnte der Schutzgeist Mathildes gewesen sein. Sie öffneten eine metallene Tür und stiegen Stufen hinunter. Am Grab Mathildes angekommen, öffneten sie den Sarg. Ihr Leichnam lag dort völlig unversehrt. Als Raimund sie küsste, richtete sich die Totgeglaubte auf. Es stellte sich heraus, dass sie nur Scheintod war und am Abend des Tages nach ihrer Beisetzung aufgewacht war, als Totengräber und Glöckner das Grab erneut geöffnet hatten, um den als Grabbeigabe mitgegebenen Schmuck zu stehlen. Die Grabräuber waren entsetzt geflohen. Die erwachte Mathilde musste erfahren, dass ihr Ehemann bereits zu seiner neuen Frau auf dem Weg war. Sie bemächtigte sich als geisterhafte Gestalt ihres Kindes und kam in einem Klosterdorf bei Magdeburg unter. Als sie nun nach dem Tod Trudinas durch den Totengräber vom beabsichtigten Besuch Raimunds in der Gruft erfahren hatte, legte sie sich erneut, mit Unterstützung des schuldbewussten Totengräbers ins Grab.
Beide lebten sodann glücklich in der Heideckerei. Zu den Jahrestagen der wundersamen Wiedervereinigung wurden tausende Arme beköstigt. Außerdem soll Raimund von Heideck eine große Geldsumme für den Bau einer Bastion gespendet haben, die nach ihm dann als Der Heideck benannt worden wäre. Mathilde starb vier Jahrzehnte später. Raimund ließ ihr ein prächtiges Grabmal im Dom errichten, an dem auch ihr Bild und das ihrer Kinder angebracht wurde.

### Anknüpfungspunkte der Sage

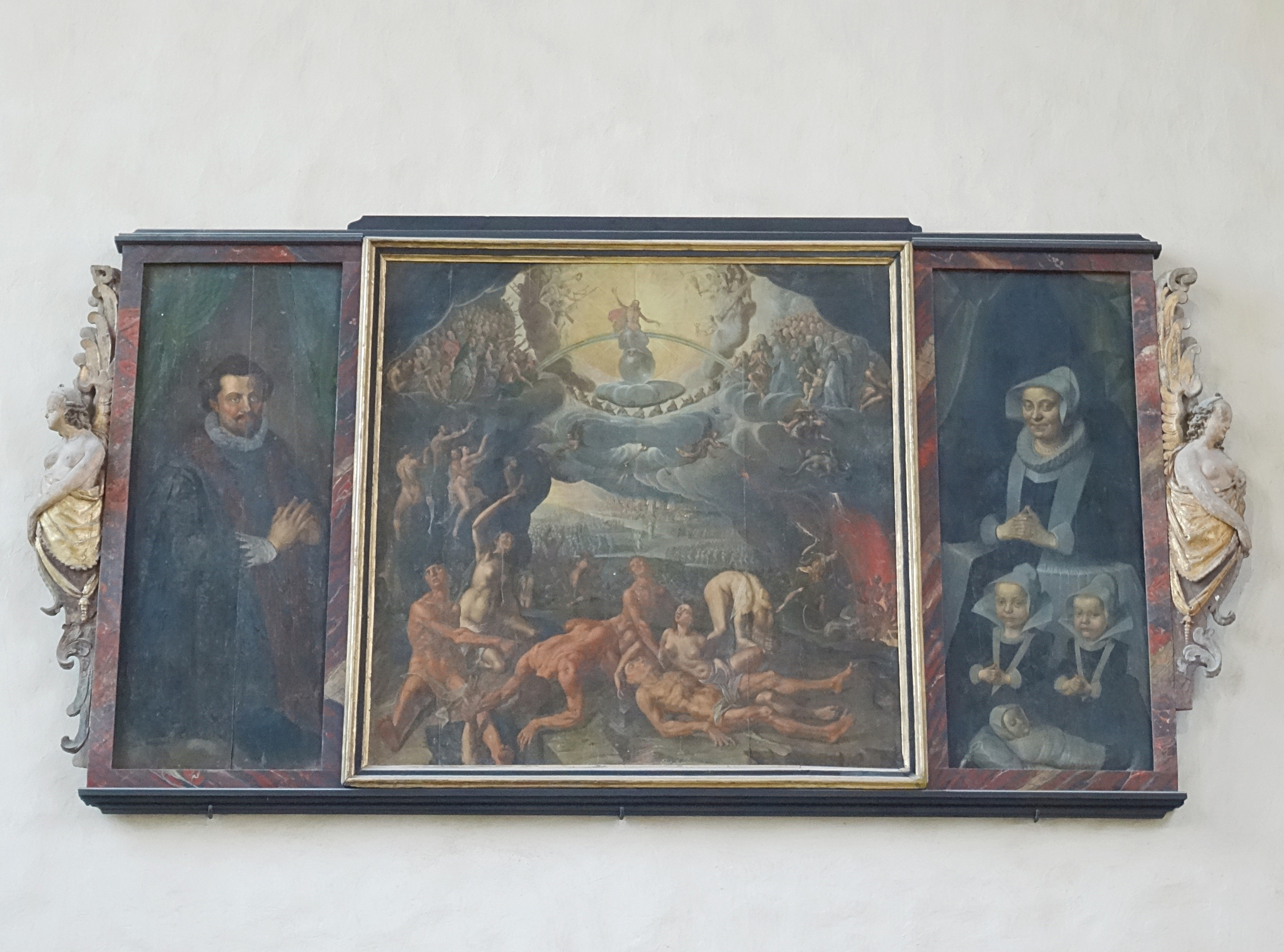
Asseburgsches Epitaph im Magdeburger Dom im Jahr 2016, das Gemälde rechts entspricht der Darstellung in der Illustration der Sage von 1847.

Die Sage dürfte frei erfunden sein. Einen Bürgermeister Wolf von Gericke gab es nicht. Auch die Angaben zum Bau der Bastion Heideck sind unrichtig. Die Bastion entstand erst 1550 durch Johann von Heideck. Das erwähnte Bildnis im Magdeburger Dom gibt es tatsächlich bis zum heutigen Tag. Es befindet sich an der Westwand des südlichen Seitenschiffes. Dabei handelt es sich jedoch um das 1611/12 entstandene Gemälde-Epitaph der Familie des Heinrich von Asseburg. Das Frauenbildnis zeigt Anna von Asseburg und ihre Töchter Anna-Sophia und Henrika-Sophia sowie ein totgeborenes Kind, das liegend mit geschlossenen Augen dargestellt wird. Das Epitaph ist auch Anknüpfungspunkt der ebenfalls eine scheintote Frau thematisierenden Sage Das weiße Roß. Die Angabe der janusköpfigen Maskierung könnte durch die am Portal der Heideckerei noch heute zu erkennende Darstellung einer Janusmaske inspiriert sein.